# Nesonotus superbus
Nesonotus superbus är en insektsart som först beskrevs av Ludwig Redtenbacher 1892.  Nesonotus superbus ingår i släktet Nesonotus och familjen vårtbitare. Inga underarter finns listade i Catalogue of Life.